# Los casos del capitán Flores. El misterio de la silla de ruedas
Los casos del capitán Flores. El misterio de la silla de ruedas es la primera novela policíaca de la escritora italiana Laura Mancinelli publicada en 1997 y ganador en el mismo año del Premio Cesare Pavese.

## Resumen
En el primero de sus casos famosos, el capitán Florindo Flores se enfrenta a una serie de cadáveres del más célebre de los semiólogos italianos - barriga generosa, gafas y barba - que bajan flotando por las aguas del río Po.
Tiene ganas de jubilarse, de plantar un huerto "para sembrar lechugas, rábanos, criar tomates y habas" pero es todavía pronto para dejar el tajo.
Debe bregar antes con el rompecabezas absurdo de unos apuntes de literatura que vuelan, un enterrador siciliano que no precisa de instrucciones y sillas de ruedas que pasan arriba y abajo...

## Ediciones
- El misterio de la silla de ruedas. Los casos del capitán Flores, I / trad. Atalaire. Días Contados, 2010, 129 p. ISBN 978-84-937021-6-8